# بستل
بستل (نام علمی: Sageretia) نام یک سرده از تیره عنابیان است.